# Sogni di gloria (film)
Sogni di gloria (The Ride) è un film del 2003 diretto da Gaby Dellal è il prequel del film Sogni di gloria - La rivincita di Raf.

## Trama
Raf vive in uno squallido quartiere dei sobborghi londinesi col padre Mario - disoccupato e perennemente ubriaco - e ha una passione divorante: correre in moto e diventare, un giorno, campione del mondo. Ma il ragazzo ha anche un debole per Savannah, che sta col suo amico Ruben...

## Produzione
il film anche se è stato prodotto in Lussemburgo da Eagle Pictures ma è stato interamente girato tra l'Italia e l'Inghilterra.

## Curiosità
Nel film vengono citati e spesso inquadrati i piloti e i team della stagione Campionato mondiale Superbike 2001.